# Volker Pilz
Volker Pilz (* 13. Januar 1940 in Baden-Baden; † 25. Juli 2024 in Köln) war ein deutscher Chemieingenieur.

## Leben und Werk
Pilz wurde in Karlsruhe 1970 mit einer Arbeit über die Elektrische Leitfähigkeit geschmolzener Alkalinitrate bis zu Drucken von 55 kbar und Temperaturen bis zu 750 °C zum Dr.-Ing. promoviert. Er wechselte später zur Bayer AG und wurde dort Direktor für Sicherheit.
Von 1987 bis 1998 amtierte er als Vorsitzender im Forschungsausschuss „Sicherheitstechnik in Chemieanlagen“ der DECHEMA/GVC und gehörte von 1994 bis 2000 der Fachsektion „Sicherheitstechnik“ an. Von 1992 bis 1999 hatte er den Vorsitz im Technischen Ausschuss für Anlagensicherheit (TAA) inne. Zusätzlich war er auch auf internationaler Ebene Mitglied in Gremien der Anlagensicherheit.

## Ehrungen
- 2002: DECHEMA-Medaille[2]
- 2012: Bundesverdienstkreuz 1. Klasse[3]

## Veröffentlichungen (Auswahl)
- Sichere Lagerung von Stoffen in der chemischen Industrie. Chemie – Ingenieur – Technik 60 (1988) Nr. 6, S. 452–463. DOI:10.1002/cite.330600605
- Sicherheitsanalysen zur systematischen Überprüfung von Verfahren und Anlagen – Methoden, Nutzen und Grenzen. Chemie – Ingenieur – Technik 57 (1985) Nr. 4, S. 289–307, DOI:10.1002/cite.330570404
- mit Axel Lipper: Grundlagen einer sicheren Chemieproduktion. Chemie – Ingenieur – Technik 53 (1981) Nr. 8, S. 587–591. DOI:10.1002/cite.330530802